# Joaquim Malats i Miarons
Joaquim Malats i Miarons (Sant Andreu de Palomar, 5 de març de 1872 - Barcelona, 22 d'octubre de 1912) fou un pianista i compositor, un dels intèrprets espanyols de finals del segle xix que va gaudir de major prestigi al llarg de tota la seva vida i trajectòria artística, i un dels pianistes més rellevants de la història musical catalana de principis de segle xx, que contribuí decididament a la difusió de la música catalana arreu del món. Els primers llocs a les aules de piano a l'Escola Municipal de Música de Barcelona o al Conservatori de París, l'obtenció del premi del Concurs Louis Diémer en la seva primera edició de 1903, i els èxits que es derivaren dels seus nombrosos concerts, especialment els interpretats en la seva època de maduresa, van consolidar la seva categoria com a intèrpret.
El context cultural i musical determina les activitats artístiques desenvolupades pel pianista: l'època compresa entre 1888 i 1910, coneguda com l'esplendor del modernisme català, influeix en les activitats artístiques barcelonines. La seva carrera artística s'insereix en el context en què la vida musical de la ciutat obre els ulls a l'exterior, a les sales de concerts s'introdueix la música de Bach, el simfonisme romàntic, l'obra de Richard Wagner i es plantegen qüestions d'estètica musical a través de la crítica especialitzada.
Malats s'inclou dins del conjunt de pianistes formats per Joan Baptista Pujol, entre ells Carles G. Vidiella, Isaac Albéniz, Enric Granados, Màrius Calado, Joan Baptista Pellicer, Ricard Viñes i Carme Matas, formats en un primer moment a l'Acadèmia Pujol i, a partir de 1886, en la nova instituïda Escola Municipal de Música de Barcelona, que va suposar la regularització dels estudis musicals que es feien en acadèmies privades, dinamitzant la vida musical de la ciutat.

## Biografia

### Primers anys
Joaquim Gerónim Josep Malats i Miarons va néixer el dia 5 de març de 1872 a Sant Andreu del Palomar, Barcelona. Era fill de Claudi Malats i Rialp i Joaquina Miarons i Batista. Era el segon de quatre fills. Tot i que no pertanyien a una família acomodada, el matrimoni es preocupava per l'educació dels seus fills i ja des de petit, Joaquim i el seu germà gran, Antoni, van rebre classes de música al seu domicili familiar; aquesta preocupació paterna fou constant durant la seva etapa de formació a Barcelona, època en la qual va estar a punt de deixar els estudis per treballar com a fuster.
A l'octubre de l'any 1880, amb vuit anys, va començar els estudis de solfeig i piano amb el professor Miquel Alsina. A finals del 1881 va passar a ser alumne de Teodor Vilar, que el va convertir en un complet solfista i el va posar en capacitat d'interpretar al piano obres difícils dels clàssics. Poc temps després el músic Robert Goberna va accedir a impartir classes de solfeig i piano a Malats, i el 1885, amb tretze anys, va tocar per primera vegada per al públic a una de les sales de l'Institut de Foment del Treball Nacional de Barcelona, demanada pel pare a fi d'aquesta celebració. Va interpretar entre altres: Sonata op. 49 de Beethoven; Adagio de la sonata clar de lluna op. 27-2, de Beethoven; Rondó de Mendelsshon i Moviment perpetu de Weber. En aquests primers anys, doncs, Malats va adquirir una tècnica sòlida sustentada en la minuciositat en l'articulació i en el coneixement de les característiques estilístiques que hi ha en les obres dels diversos compositors que interpretava.
El 1886 Malats ingressà com a alumne de solfeig i piano a l'Escola Municipal de Música de Barcelona, després de superar les proves d'accés a l'Escola Superior de Piano. Al primer curs, és qualificat amb un excel·lent i això li permet presentar-se al concurs d'oposicions al premi que se celebra el juliol de 1887. Li fou atorgat el segon premi, per darrere de Ricard Viñes. Va fer dos cursos acadèmics més a l'Escola Municipal de Música de Barcelona i al segon curs, tornà a rebre una qualificació d'excel·lent i rebé el primer premi per unanimitat en el concurs d'oposicions al premi, finalitzant, doncs, la trajectòria acadèmica iniciada uns anys abans en aquest centre.

### Conservatori de París

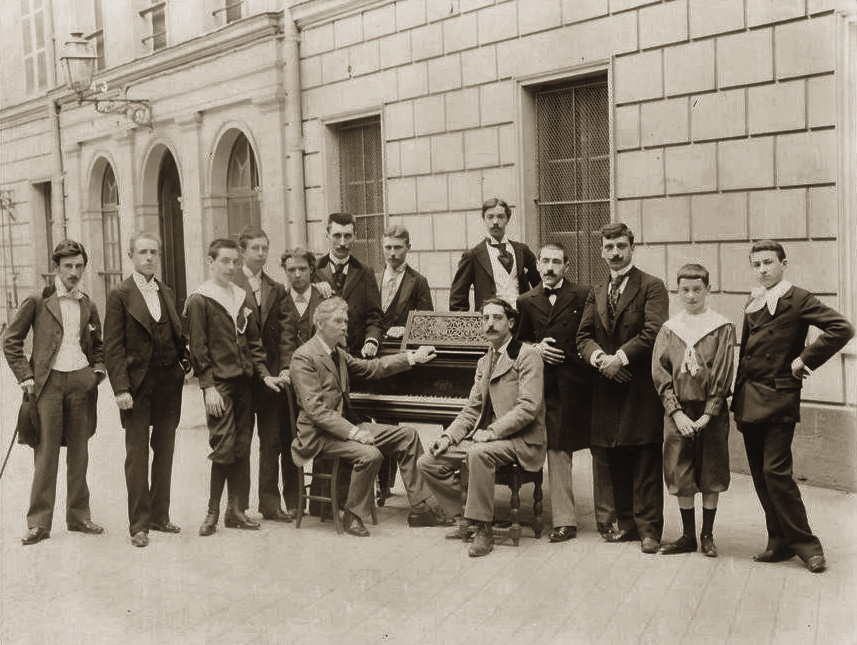
Alumnes de Charles de Bériot. Joaquim Malats està assegut al piano (a la dreta), i dempeus s'identifica, entre d'altres, Maurice Ravel (primer per l'esquerra) i Ricard Viñes, al costat de Malats.

Després de finalitzar els seus estudis, el seu pare va sol·licitar a l'Ajuntament de Barcelona una ajuda econòmica per tal de poder pagar les despeses derivades de l'estada i estudis de Malats a l'estranger. L'Ajuntament li va concedir unes 150 pessetes al mes, quantitat que es va prolongar durant quatre cursos acadèmics.
Es va traslladar a París a finals del 1888 a l'espera d'una plaça vacant per estrangers al Conservatori parisenc. Mentrestant, es va matricular a l'Acadèmia Schaller, on impartien classes alguns professors i primers premis del Conservatori. Aquí va començar les seves classes de piano amb Charles de Bériot.
El 8 de novembre de 1890, Malats va ingressar com alumne oficial al Conservatori de París. El juliol de 1892 es va presentar als concursos de premi del Conservatori, encara que sense possibilitat d'obtenir el primer premi, ja que les normes del conservatori establien que un alumne estranger no podia accedir a guanyar el primer premi en el seu primer any. Així doncs, obtingué el segon premi junt amb M. Wurmser i per davant de Ricard Viñes. L'exercici d'aquest concurs consistia en la interpretació de l'Allegro de Concerto de Chopin, i l'execució d'un exercici de lectura a primera vista proposat per Massenet. Aquest segon premi va ser un èxit per Malats, ja que era al màxim que podia aspirar en la prova de 1892.
En 1893 es presenta, una altra vegada, al concurs a premi del Conservatori de París, obtenint el primer premi. Els exercicis que havia de realitzar consistien en la interpretació de la Fantasia en Fa m de Chopin i l'execució d'un exercici de lectura a primera vista escrit per Dubois.

### Inicis de la carrera interpretativa i composició
Als anys 1894 i 1895 Malats va romandre a París perfeccionant els seus estudis de piano: va acudir a clases d'harmonia i composició amb Benjamin Godard, professor del Conservatori. Va ser llavors quan va compondre quasi la totalitat de la seva producció musical, de la qual s'han conservat dotze obres: dues serenates i una dansa que representen el pintoresquisme musical de finals de segle, i diverses peces pròpies del piano romàntic de saló en diferents tipologies (una havanera, un vals, una masurca, una barcarola i dos capritxos, Canto de amor, un lied per a veu i piano, i un trio per a violí, violoncel i piano (1898)).
Va compondre aquestes obres a principis dels anys 90 a París, en un ambient musical on tot allò espanyol era exòtic i, per tant, molt del gust d'un públic que omplia les sales de concerts. Així doncs, Malats es va decantar per aquest gènere musical, en què alguns títols de les seves obres empren explícitament termes espanyolitzats i andalusistes, avançant al públic els elements musicals de procedència i inspiració popular d'aquestes.
La divulgació de les seves obres la va oferir ell mateix interpretant-les en alguns dels seus concerts, formant part del programa i, en la majoria de vegades, fora del programa, com informa la premsa de l'època. Lamentablement, excepte l'obra publicada, només el manuscrit del Trio per a piano, violí i violoncel s'ha conservat, la recuperació de la resta de la seva producció és encara, sens dubte, un assumpte pendent.
En general, va desenvolupar en la seva producció pianística el treball dels plans sonors, emprant canvis en les textures i teixits de les veus amb la finalitat d'emfasitzar tant l'harmonia com la forma. En el cas de les dues serenates s'observa que la textura està organitzada en tres plans sonors diferenciats amb claredat. És del gust del compositor l'execució amb una sola mà de diversos plans sonors i l'ús dels passatges d'octava, així com el dels acords de sisena i quarta. També va compondre l'anomenada Impresiones de España, que era un projecte integrat per quatre peces titulades Danza, Serenata, La siesta i Final, de les quals van ser editades les dues primeres. La primera publicació de Danza i Serenata data de 1896. Malats va ser animat, segurament, pels músics que el van escoltar, a fer una suite per a orquestra en la línia de l'andalusisme simfònic de cort pintoresca, present en algunes obres de l'època com les Escenas Andaluzas de Bretón o la Fantasía Morisca i el poema simfònic Los Gnomos de la Alhambra de Chapí.
Un altre dels projectes d'aquests anys va consistir en la composició d'una òpera amb llibret de l'escriptor Benito Pérez Galdós, anomenada Marianela, en què el llibret seria una adaptació de l'obra homònima de Galdós. Aquest projecte no va ser realitzat, però reflecteix l'interès per la composició d'òpera espanyola tan vigent durant tot el segle xix.
La seva producció se cenyeix als esquemes de la música romàntica de saló, es tracta d'obres que no requereixen un nivell interpretatiu elevat i que s'ajusten a les necessitats de consum de l'època, en què la música per a piano es divulgava en gran manera entre aficionats.
L'any 1898 es casa amb Mercè Ros i Prieto, filla de Barcelona. El matrimoni es va celebrar el desembre de 1989 i un any més tard, el 31 d'octubre de 1899, va néixer la seva única filla, Joaquina Antonia Trinitat Malats i Ros. Llavors, Joaquim Malats s'estableix a Barcelona durant aquests anys, compaginant la seva vida familiar amb els compromisos professionals. Això significà que els concerts d'aquests anys els realitzà, la major part, a ciutats espanyoles.
Després, aconsegueix obrir-se un lloc al panorama musical europeu de finals de segle i és contractat per tocar en nombrosos concerts tant com a pianista solista com amb acompanyament d'orquestra. Aquesta intensa activitat concertística que desenvolupa en aquests anys, li reporta nombrosos èxits que van confirmar l'encertada projecció de la seva carrera artística. En aquests anys va ampliar el seu repertori i va arribar a especialitzar-se en la interpretació d'alguns autors com Beethoven, Chopin, Schubert, Schumann, que van rebre una bona acollida tant del públic com de la premsa.
En aquesta etapa va estrenar obres a Espanya com el Concert en si bemoll de Mozart, va interpretar diverses obres de Bach, va participar junt a altres músics en l'homenatge a Schubert en el centenari del seu naixement, va tocar en concerts a dos i tres pianos al costat de músics com Enric Granados i Vidiella, va inaugurar a Barcelona la Sala Estela i a València els salons Sánchez i Ferrís. També va participar en alguns concerts de cambra durant la seva estada a París. El 9 d'octubre de 1896, al Conservatori de Madrid, Malats es va presentar al públic espanyol interpretant Sonata de Grieg, En Courant de Godard, Cor de les Filadores de El vaixell fantasma de Wagner-Liszt, Balada en fa menor de Chopin, La Mandolinata d'una adaptació de Saint-Saëns, Cant d'Amor i Dansa del seu propi repertori, Polonesa de Liszt i l'estrena del Concert en si bemoll major de Mozart.
A principis de 1897, la directora de la Societat de Concerts de Madrid es va posar en contacte amb Malats per contractar-lo perquè participés en dos dels concerts de la temporada: el primer celebrat al Teatro del Príncipe Alfonso el dia 31 de gener de 1897, on va participar com a pianista solista acompanyat de l'orquestra de la Societat, dirigida per Giménez. El programa estava compost pel Tercer Concert de Charles de Bériot, Carnaval de Schumann, Suite Algerienne de Saint-Saëns i l'obertura de Rosamunde de Schubert. Però el concert no va tenir gaire èxit i, a conseqüència d'això, el segon concert, previst pel dia 2 de febrer de 1897, ja no es va celebrar.
Tot i així, els dies 13 i 15 de febrer de 1897, Malats va oferir dos concerts a Barcelona amb motiu de la inauguració de la Sala Estela: el primer durant la inauguració per a la premsa i el segon durant l'obertura al públic, on la premsa va elogiar la tècnica pianística i les condicions artístiques de Malats.
Després de tot això, el març del mateix any es trasllada a París per tocar a la Sala Érard però va tornar a Barcelona després de l'estiu de 1897, i el 24 d'octubre va actuar al Teatre Líric. En aquests anys es va dedicar a l'estudi, fet que va repercutir en la seva evolució tècnica i artística: durant la temporada de concerts de 1897-1898, la crítica posà en relleu aquesta evolució. L'any 1898 Malats programa a l'Ateneu tres concerts monogràfics amb obres de Beethoven, Mozart i Chopin, aquest últim no celebrat i, en el seu lloc, el dia 11 de març de 1898, va oferir una audició a l'Ateneu de Madrid amb obres de les seves composicions i deixant constància per primera vegada del Trio en si bemoll compost per Malats en tres moviments: Allegro seguint l'esquema de sonata, Andante estructurat mitjançant juxtaposicions de seccions entrellaçades a partir de passatges modulants, que proporcionen la fusió temàtica i la continuïtat i fluïdesa del discurs musical, i Vivace on l'autor s'allunya més de l'estètica del Romanticisme i experimenta amb els materials temàtics, l'estructura harmònica i el tractament de la forma.

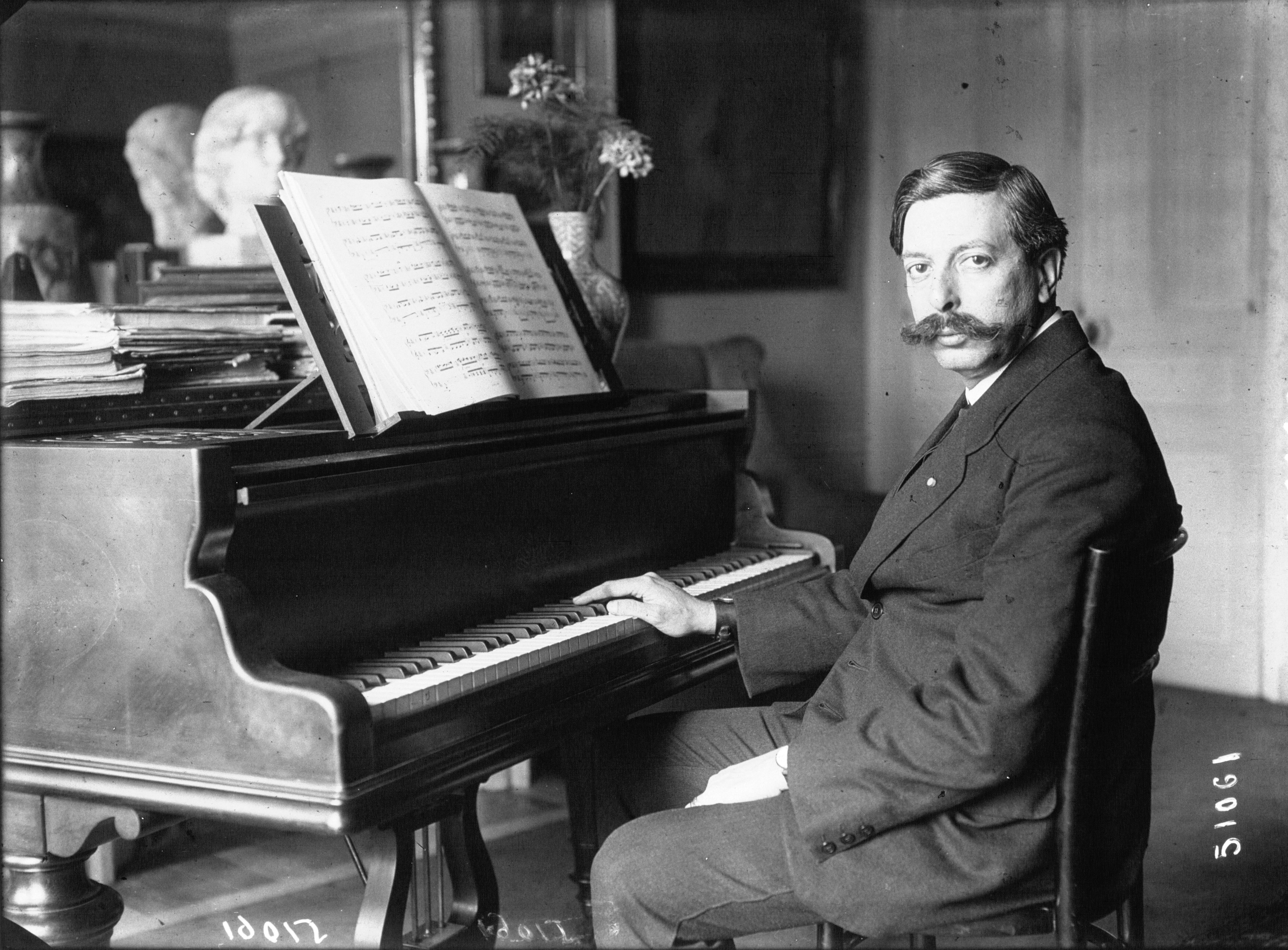
Enric Granados (1914)

El juny de 1899 va tocar al teatre Novedades en un concert de dos pianos amb Enric Granados. Van ser diverses vegades les que va participar en aquest tipus d'espectacles junt a altres pianistes de la talla de Granados, Vidiella o Saint-Saëns. Entre els anys 1900 i 1902 va mantenir una important activitat interpretativa a Espanya: participava en concerts, com l'espectacle a tres pianos de Granados, Vidiella i Malats o dos concerts al Saló Sánchez Ferrís de València, que li van donar molt bones crítiques, les quals posaven en relleu el respecte a les característiques d'estil en la interpretació i la capacitat del pianista, per convertir-se en comunicador entre compositor i públic.

### Premi Diémer a París, 1903
El professor del Conservatori de París Louis Diémer instituí un concurs triennal de piano l'any 1903 amb una dotació de 4000 francs, en què podrien participar únicament els pianistes que haguessin obtingut el primer premi de piano en els deu anys anteriors a la celebració de cada edició.
Aquest concurs fou un projecte molt ambiciós en el moment de la seva institució, en què la importància del Conservatori de París com a centre d'ensenyament en el marc europeu era indiscutible. Per realitzar aquest concurs, Malats va decidir abandonar uns mesos l'activitat concertística per estudiar les obres que formaven part del programa de les proves del concurs. Les condicions de la convocatòria establien un premi per al vencedor de 4000 francs, que havia de ser atorgat amb la majoria absoluta dels vots del jurat. Si el premi es declarava desert, els 4000 francs s'acumularien al premi de la següent edició.
Les proves es van allargar durant dos dies: el primer dia (18 de maig) els participants havien de tocar consecutivament la Sonata appassionata de Beethoven i els Études symphoniques de Schumann, dues obres d'envergadura del repertori pianístic, ambdues de llarga duració i gran dificultat tècnica que requereixen una gran força i resistència per part de l'executant. El segon dia (19 de maig) els candidats havien de triar una obra entre una balada o una fantasia de Chopin; una masurca; un preludi de Chopin; La Campanella de Liszt o l'Estudi en forma de vals de Saint-Saëns.
El maig de 1903, Malats va guanyar el premi del Concurs Louis Diémer al Conservatori de Musica i Declamació de París. Això va suposar el reconeixement internacional de l'intèrpret que es consolida en el moment que guanya aquest premi, i va suposar l'impuls definitiu per ocupar un lloc en el panorama musical europeu del moment. Quan va tornar a Barcelona, el dia 2 de juny de 1903 va oferir un concert al Teatro Novedades, on va interpretar el mateix programa amb el qual va guanyar aquest premi. De forma quasi immediata es va convertir en un pianista de moda, i la seva presència sobre un escenari va passar a ser tot un esdeveniment musical.
En aquest any Malats va assolir una gran perfecció tècnica i estilística en la interpretació pianistica, iniciant-se la seva etapa de maduresa interpretativa i musical. Malats posseïa un atac ferm i segur, amb velocitat i potència, havia assolit un estricte sentit del ritme aconseguint, al mateix temps, el so ampli, rodó i de gran claredat que recreava amb una rica gamma de matisos. Aquest domini no li va impedir posseir una concepció ampla, total de l'obra, fugint dels efectes rebuscats i amaneraments, mantenint l'elegància en l'expressió.

### Plenitud interpretativa, 1904-1906
Durant aquests anys oferí nombrosos concerts en diverses ciutats europees i espanyoles (Madrid, Lisboa, Oporto, Bilbao, Lió, París), va comptar amb el favor de la crítica musical i l'èxit davant del públic i el seu nom va començar a ser una referència en el panorama pianístic europeu de principis del segle xx. Els primers concerts corresponen a les temporades d'hivern i de primavera de 1904, pels quals havia estat contractat per l'empresari del Teatre de La Comedia, del qual cobrarava unes 5000 pesetes. En aquests concerts feia un programa que es dividia en dos sectors: el primer era el programa que li va fer guanyar el premi Diémer, i la segona part podia anar variant algunes peces habituals eren el Carnaval de Schubert, obres de Schumann o el Concert en Sol menor de Saint-Saëns. També en aquesta etapa incorpora obres de Bach, Mozart, Beethoven, Mendelssohn, Chopin, D'Indy, Granados o Debussy.
Una anècdota en aquesta època va tenir lloc el 21 de febrer de 1904 al Teatre Châtelet, on Malats va ser interromput mentre interpretava el Concert en sol menor de Saint-Saëns, concretament durant l'scherzo, per un grup de persones que xiulant i insultant al pianista, expressaven en veu alta la seva condició d'estranger i l'instaven a abandonar el país. Però també va sorgir un altre grup que el va defendre i deien que havia estudiat a París i que l'obra que interpretava era francesa.
Durant la temporada de tardor del 1904 destaca un concert al Teatro Novedades (29 d'octubre) on el programa estava dividit en tres parts, obeint a la denominació de Concert històric ("època clàssica", "època romàntica" i "època moderna").
A la primavera de 1905 va començar una gira de concerts per Espanya. L'ordre dels concerts era: Regió andalusa, maig; Regió llevantina, octubre; Regions del Nord, novembre. El tancament d'aquesta temporada 1905-1906 està constituït per una sèrie de vuit concerts a Astúries i Galícia. Les obres interpretades no difereixen de les interpretades durant la gira de 1905, que incloïa obres interpretades als exercicis del Permi Diémer i obres habituals del seu repertori. Durant aquests dos anys, Malats va ampliar el seu repertori, va aprofundir en l'estudi dels estils musicals, així com en l'estètica dels compositors i les obres interpretades.
L'agost de 1905, Malats fou condecorat amb el títol de Comanador Ordinari de l'Ordre Civil d'Alfons XII.

### 1906-1909
Aquests anys corresponen amb la plenitud interpretativa del pianista. Sens dubte, l'etapa anterior el va fer avançar vers la maduresa artística. Durant aquesta etapa va oferir els concerts de major interès de la seva carrera, i es va dedicar a l'estudi i interpretació de l'obra per a piano d'Isaac Albéniz, Iberia en el procés de la seva composició.
El 5 de novembre de 1906 va interpretar, al Teatre Principal de Barcelona Triana, l'única peça de Iberia estrenada per ell. Malats va ser el pianista preferit per Isaac Albéniz, convertint-se en un estímul pel compositor com es pot veure en la correspondència conservada. Aquest concert fou tot un èxit, segons explica La Ilustración Catalana.
A partir del desembre de 1906, Joaquim Malats va dedicar els seus esforços a l'estudi de l'obra d'Isaac Albéniz i en tan sols tres mesos interpreta de memoria les nou obres corresponents als tres quaderns compostos fins aquell moment. Durant tota la seva carrera va dominar un ampli repertori que comprèn nombroses obres de diferents estils musicals, però per a ell, Iberia es va convertir en un nou repte, fent que la seva interpretació esdevingués el projecte amb major entusiasme i satisfacció que va interpretar Malats.
En 1907 va tocar al Teatre Principal de Barcelona en un concert que formava part d'un cicle de tres en el que compartia protagonisme amb Julia Sicard i Esperanza Forés. Durant la primavera i l'estiu d'aquell any, Isaac Albéniz va col·laborar amb Malats portant a terme diverses gestions per fer una gira per Europa durant l'hivern de 1908, que incloïa tocar a Alemanya durant els mesos de gener i febrer, a París i Londres durant els mesos d'abril i maig, i també a Montecarlo i tres concerts a Niça.
El 22 de novembre de 1907 Malats es traslladà a París per participar en els Concerts Lamoureux el dia 8 de desembre, amb una orquestra dirigida per M. Paul Vidal. La idea del pianista era romandre a la ciutat per realitzar la gira prevista, però el 20 de desembre de 1907 els seus plans es truncaren a causa del delicat estat de salut de Malats, que l'obliga a fer repòs durant un any i a cancel·lar tots els concerts previstos. El març de 1909, Malats va tornar a Barcelona i va oferir un concert al Teatre Novedades interpretant Sonata en la M nº12 de Mozart, les obres típiques que interpretava de Chopin, Invitació al vals de Weber, l'op.3, nº3 de Schubert i altres de Mendelssohn, Liszt i Paganini. Segons la crítica, Malats presenta un total domini de l'execució pianística i mostra la plenitud de les seves qualitats artístiques.
A finals de 1909 Malats ofereix dos concerts a Màlaga, a la Sociedad Filarmónica. Després es trasllada a Madrid per oferir dos concerts més al teatre de La Comedia amb el mateix programa que als concerts anteriors. L'últim concert públic efectuat per Malats tingué lloc el dia 10 de març de 1910 al Palau de la Música Catalana. Va tenir un gran èxit a causa de la interpretació de les obres i de la satisfacció tant del públic com de la crítica. Aquest concert posà fi a l'activitat artística que el pianista va desenvolupar al llarg de la seva vida.

### Últims anys, 1910-1912

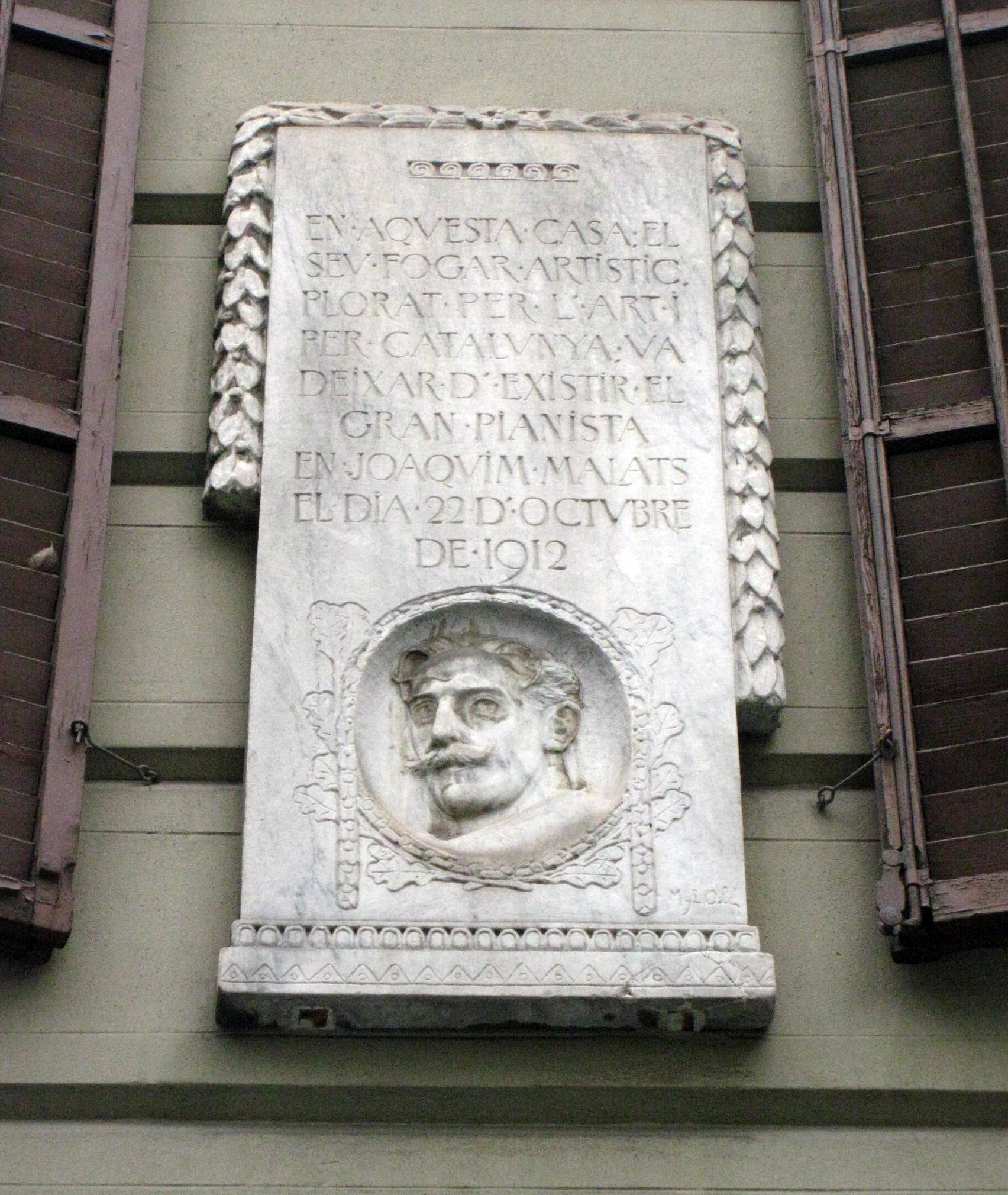
Placa commemorativa a la casa on va morir Joaquim Malats a la Gran Via de les Corts Catalanes, núm. 667 (Barcelona)

El 1910 comença l'etapa final de la vida de Joaquim Malats i Miarons. En aquest any accedeix a una plaça de professor numerari de piano i orgue al Conservatori de Música i Declamació de Madrid, guanyant un concurs segons la resolució del 25 d'octubre de 1910.
Malats va formar part d'aquest conservatori durant dos cursos acadèmics, però la seva salut va començar a debilitar-se notablement i li va impedir desenvolupar amb normalitat les seves funcions com a docent. Tot i així, es desconeix la data en la qual Malats va deixar d'impartir classe.
Joaquim Malats i Miarons va morir el 22 d'octubre de 1912, a les deu del matí, a la seva casa del carrer Corts número 667, de Barcelona. La seva mort va suposar una notable pèrdua pel piano espanyol. La premsa tant local com nacional va difondre la notícia amb elogis de l'artista. Fou enterrat al Cementiri de Sant Andreu (Barcelona).
L'últim acte que es va realitzar a Barcelona en record del pianista va tenir lloc l'1 de novembre de 1913, primer aniversari de la seva mort, quan es va col·locar una làpida de marbre a la façana de la que va ser la seva casa i on va morir el gran pianista, realitzada pels germans Oslè.

## Premsa
La premsa catalana és important per comprendre la vida i els èxits de Joaquim Malats, ja que publicava articles en els quals es parlava d'ell, dels seus viatges i de les seves qualitats tècniques.
Pel que fa al primer concert de Malats al Saló del Foment del Treball Nacional (1885), la premsa digué que coneixia i interpretava amb correcció els diversos estils musicals, així com exhibia una correctíssima digitació i pulsació.
Sobre el primer concurs al Conservatori de París, del qual va obtenir el segon premi, es va publicar que Malats no va realitzar amb correcció l'exercici de lectura a primera vista, encara que es destacà la seva encertada interpretació de l'Allegro de Concert de Chopin. Al segon concurs que es va presentar, del qual va obtenir el primer premi, la premsa va destacar la puresa del so, el domini tècnic, l'elegància i la solidesa, així com el seu bon gust en la interpretació. A Barcelona també es troben articles referits a aquest premi en diaris com El Imparcial i El Noticiero Universal, o Europa y América, en què es publicà un article felicitant a Malats per part del seu amic Eusebi Blasco, i destacant algunes qualitats del pianista malgrat la seva joventut.
Quan es va donar a conèixer a Espanya, Malats va rebre excel·lents crítiques que van elogiar el seu treball sobre l'escenari. L'article publicat a la Ilustración Musical Hispano Americana va posar en relleu el talent del pianista com a compositor.
Sobre els concerts conjunts amb altres pianistes com Granados, Vidiella o Saint-Saëns, la crítica és singular, ja que en aquestes cròniques no hi ha valoració sobre qüestions tècniques o estilístiques, sinó que es limiten a remarcar allò excepcional de l'esdeveniment.